# János Pénzes
János Pénzes (ur. 10 sierpnia 1943 w Bajmok) – serbski duchowny rzymskokatolicki pochodzenia węgierskiego, biskup diecezjalny Suboticy w latach 1989–2020, od 2020 biskup senior diecezji subotickiej.

## Życiorys
János Pénzes urodził się 10 sierpnia 1943 we wsi Bajmok w okręgu północnobackim. Uczęszczał do seminarium duchownego w Suboticy (1962–1968). Święcenia prezbiteratu przyjął 29 czerwca 1968.
25 kwietnia 1989 papież Jan Paweł II prekonizował go biskupem diecezjalnym Suboticy. 18 czerwca 1989 otrzymał święcenia biskupie i odbył ingres do katedry św. Teresy z Ávili w Suboticy. Głównym konsekratorem był arcybiskup Gabriel Montalvo Higuera – nuncjusz apostolski Jugosławii, zaś współkonsekratorami Franc Perko, arcybiskup metropolita belgradzki, i Matija Zvekanović, emerytowany biskup Suboticy. Jako zawołanie biskupie przyjął słowa „Ego sum, nolite timere” (Jestem, nie bój się).
8 września 2020 papież Franciszek przyjął jego rezygnację z obowiązków biskupa diecezjalnego Suboticy.